# Tear Studio
Pour les articles homonymes, voir Tear.
Tear Studio (ティアスタジオ, Tiasutajio, stylisé tear-studio) était un studio d'animation japonaise situé à Suginami dans la préfecture de Tokyo, au Japon, fondé en mars 2013. Sa dénomination sociale est Next Batters Circle, Inc. (株式会社ネクストバッターズサークル, Kabushiki gaisha Nekusuto Battāzu Sākuru).
Il fait faillite en décembre 2019.

## Histoire
Tear Studio a été créé par Jun Katō sous la dénomination sociale Next Batters Circle, Inc.. Le 15 mars 2013, Teartribe a été fondée en tant que département de production à l'étranger de Tear Studio, dans le but de travailler en partenariat avec des studios chinois expérimentés dans l'industrie de l'animation pour atteindre une production de qualité stable et économique.
L'équipe de production de Fragtime a signalé en décembre 2019 que le studio d'animation était injoignable à la suite d'une non-rémunération de certains membres du personnel. Le 13 décembre 2019, Next Batters Circle a cessé toute activité pour être déclaré en faillite avec environ 43 millions de yens de dettes, dont environ 8 millions de yens pour une cinquantaine d'animateurs.

## Productions

### Séries télévisées
| Année | Titre                     | Dates de 1re diffusion | Dates de 1re diffusion | Nb. éps. | Notes                                                                                          |
| Année | Titre                     | Début                  | Fin                    | Nb. éps. | Notes                                                                                          |
| ----- | ------------------------- | ---------------------- | ---------------------- | -------- | ---------------------------------------------------------------------------------------------- |
| 2018  | Lord of Vermilion (en)    | 14 juillet 2018        | 29 septembre 2018      | 12       | Basée sur le jeu d'arcade de cartes à collectionner de Square Enix ; coproduction avec Asread. |
| 2019  | Nande koko ni sensei ga!? | 8 avril 2019           | 24 juin 2019           | 12       | Basée sur la série de manga de Soborō.                                                         |

### Films d'animation
| Année | Titre                     | Date de sortie  | Notes                                            |
| ----- | ------------------------- | --------------- | ------------------------------------------------ |
| 2019  | Ōshitsu kyōshi Heine (en) | 16 février 2019 | Projet original basé sur le manga d'Higasa Akai. |

### OAV
| Année | Titre                     | Date(s) de sortie | Notes                                                      |
| ----- | ------------------------- | ----------------- | ---------------------------------------------------------- |
| 2019  | Fragtime                  | 22 novembre 2019  | Basé sur le yuri manga de Sato.                            |
| 2019  | Nande koko ni sensei ga!? | 11 décembre 2019  | 13e épisode non-diffusé et publié avec le coffret Blu-ray. |